# 2-Methylheptan
2-Methylheptan ist eine chemische Verbindung aus der Gruppe der aliphatischen, gesättigten Kohlenwasserstoffe. Es ist ein Strukturisomer des Octans.

## Vorkommen
2-Methylheptan kommt natürlich in einigen grünen und gerösteten Kaffeebohnen vor.

## Gewinnung und Darstellung
2-Methylheptan kann durch Reaktion von 1-Brom-2-methylpropan mit Lithiumdibutylcuprat  in Ether gewonnen werden.

## Eigenschaften
2-Methylheptan ist eine leicht entzündbare farblose Flüssigkeit, die praktisch unlöslich in Wasser ist. Sie zersetzt sich bei Erhitzung.

## Verwendung
2-Methylheptan wird als Gasdetektor zum Beispiel in der RD DIN40 Atemschutzmaske mit Gasfilter Typ A eingesetzt.

## Sicherheitshinweise
Die Dämpfe von 2-Methylheptan können mit Luft ein explosionsfähiges Gemisch bilden. Die Verbindung hat einen Flammpunkt bei 6 °C. Der Explosionsbereich liegt zwischen 0,8 Vol.‑% (40 g/m3) als untere Explosionsgrenze (UEG) und 6,5 Vol.‑% (310 g/m3) als obere Explosionsgrenze (OEG).

## Externe Links zu erwähnten Verbindungen
1. ↑  Externe Identifikatoren von bzw. Datenbank-Links zu Lithiumdibutylcuprat:  CAS-Nr.: 24406-16-4, Wikidata: Q125473688.